# Daniel Evans (tenisista)
Daniel Evans (ur. 23 maja 1990 w Birmingham) – brytyjski tenisista, reprezentant kraju w Pucharze Davisa.

## Kariera zawodowa
W cyklu ATP Tour w grze pojedynczej awansował do czterech finałów, odnosząc dwa zwycięstwa. Jego najlepszym osiągnięciem w turniejach Wielkiego Szlema jest czwarta runda Australian Open 2017 i US Open 2021.
W grze podwójnej osiągnął trzy finały w turniejach rangi ATP Tour.
Dnia 28 kwietnia 2017 w Barcelonie Evansa poddano kontroli dopingowej, a 23 czerwca władze ITF ujawniły, że w wyniku inspekcji wykryto w jego organizmie kokainę. W październiku zawodnik został zawieszony na rok (od 23 kwietnia 2017 do 23 kwietnia 2018) i zobowiązany do zwrotu punktów w rankingu oraz kwoty 103 890 euro zarobionych od momentu przeprowadzenia testu do dnia opublikowania wyniku.
Najwyższe – 21. miejsce w singlu osiągnął podczas notowania 7 sierpnia 2023 roku. 26 kwietnia 2021 roku zanotował 52. pozycję w deblu.
Od 2009 roku reprezentuje Wielką Brytanię w rozgrywkach Pucharu Davisa. Do lutego 2023 roku rozegrał łącznie trzydzieści dwa mecze, z czego zwyciężył w dwunastu.

### Finały w turniejach ATP Tour
| Legenda                                      |
| -------------------------------------------- |
| Wielki Szlem                                 |
| Igrzyska olimpijskie                         |
| Tennis Masters Cup / ATP Finals              |
| ATP Masters Series / ATP Tour Masters 1000   |
| ATP International Series Gold / ATP Tour 500 |
| ATP International Series / ATP Tour 250      |

#### Gra pojedyncza (2–2)
| Końcowy wynik | Nr | Data             | Turniej      | Nawierzchnia | Przeciwnik            | Wynik finału     |
| ------------- | -- | ---------------- | ------------ | ------------ | --------------------- | ---------------- |
| Finalista     | 1. | 14 stycznia 2017 | Sydney       | Twarda       | Gilles Müller         | 6:7(5), 2:6      |
| Finalista     | 2. | 24 lutego 2019   | Delray Beach | Twarda       | Radu Albot            | 6:3, 3:6, 6:7(7) |
| Zwycięzca     | 1. | 7 lutego 2021    | Melbourne    | Twarda       | Félix Auger-Aliassime | 6:2, 6:3         |
| Zwycięzca     | 2. | 6 sierpnia 2023  | Waszyngton   | Twarda       | Tallon Griekspoor     | 7:5, 6:3         |

#### Gra podwójna (0–3)
| Końcowy wynik | Nr | Data             | Turniej     | Nawierzchnia | Partner      | Przeciwnicy                 | Wynik finału   |
| ------------- | -- | ---------------- | ----------- | ------------ | ------------ | --------------------------- | -------------- |
| Finalista     | 1. | 3 kwietnia 2021  | Miami       | Twarda       | Neal Skupski | Nikola Mektić Mate Pavić    | 4:6, 4:6       |
| Finalista     | 2. | 18 kwietnia 2021 | Monte Carlo | Ceglana      | Neal Skupski | Nikola Mektić Mate Pavić    | 3:6, 6:4, 7–10 |
| Finalista     | 3. | 14 sierpnia 2022 | Montreal    | Twarda       | John Peers   | Wesley Koolhof Neal Skupski | 2:6, 6:4, 6–10 |